# Funktionelle Syndrome
Als funktionelles Syndrom wird ein anhaltender körperlicher Krankheitszustand bezeichnet, bei dem ein Zusammentreffen verschiedener Symptome ohne erkennbare organische Ursache als Syndrom die Funktion einzelner oder mehrerer Organe beeinträchtigt. Handelt es sich um einzelne Symptome, spricht man auch von einer funktionellen Störung. Der Begriff funktionell bedeutet in diesem Zusammenhang, dass die Funktion eines Organs gestört ist, ohne dass eine morphologische Ursache gefunden werden kann.
Dieser Ausdruck wird als Überbegriff für eine breite Gruppe unterschiedlicher, anhaltender und belastender Körperbeschwerden, die sich auf unterschiedliche Weise äußern können, z. B. in Form von Schmerzen, Müdigkeit/Erschöpfung oder durch Veränderungen in der Funktionsweise eines oder mehrerer Organsysteme. Funktionelle Störungen lassen sich dabei nicht in die traditionellen Kategorien der pathophysiologisch definierten, organischen Krankheiten einordnen.

## Definitionen
Funktionelle Störungen sind körperliche Zustände mit anhaltenden und belastenden Körperbeschwerden, welche z. B. die Sensorik, willentliche Motorik, Schmerz, Verdauung etc. betreffen können.
Körperbeschwerden (somatoforme Störungen) sind verbunden mit einer klinisch bedeutsamen Beeinträchtigung oder Behinderung in sozialen, beruflichen oder anderen wichtigen Funktionsbereichen oder rechtfertigen eine medizinische Beurteilung.
Klinische bzw. bildgebende Befunde belegen die Unvereinbarkeit von funktionellen neurologischen Störungen und anerkannten biomedizinischen Erkrankungen oder stellen zumindest keine ausreichende biomedizinische Erklärung für das Ausmaß des Leidens der Betroffenen dar.
Die meisten Körperbeschwerden, die durch eine körperliche/strukturelle Krankheit verursacht werden, können auch durch eine funktionelle Störung verursacht werden. Es gibt viele Beispiele für funktionelle Beschwerden, darunter Schmerzen, Müdigkeit, Schwäche, Kurzatmigkeit oder Darmprobleme. Aus diesem Grund unterziehen sich die Betroffenen oft zahlreichen Untersuchungen, bevor die Diagnose einer funktionellen Störung eindeutig feststeht. Die Forschung beschäftigt sich zunehmend mit Erklärungsmodellen, die das Verständnis funktioneller Störungen fördern. In der Regel erklären strukturelle Bildgebungen wie MRTs oder Laboruntersuchungen wie Bluttests in der Regel nicht die funktionellen Körperbeschwerden oder die Symptombelastung ausreichend. Diese Schwierigkeit, zugrundeliegende Prozesse für die zahlreichen funktionellen Beschwerden zu identifizieren, kann dazu führen, dass funktionelle Störungen in der Medizin und Gesellschaft missverstanden und stigmatisiert werden.
Funktionelle Störungen können Menschen jeden Alters, jeder ethnischen Gruppe und jedes sozioökonomischen Hintergrunds betreffen. Chronische Verläufe von funktionellen Störungen sind häufig, beeinträchtigen die Lebensqualität erheblich, und sind zudem mit hohen Kosten im Gesundheitswesen verbunden. Die funktionellen Körperbeschwerden selbst stellen jedoch keine Lebensbedrohung dar und gelten als behandelbar. In einigen Ländern fehlt es an spezialisierten Behandlungsmöglichkeiten für funktionelle Störungen; der Bereich des Gesundheitswesens unterliegt jedoch ständigen Veränderungen. Auch die Forschung im Bereich der funktionellen Störungen nimmt zu. Es besteht Grund zur Hoffnung, dass bei Umsetzung der Forschungserkenntnisse und -ergebnisse die weitere Entwicklung effektiver Unterstützungs- und Behandlungsmöglichkeiten für Betroffene gefördert wird.
Es können unterschiedliche Diagnosen für funktionelle Störungen gestellt werden, abhängig vom am meisten beeinträchtigendem Symptom oder Syndrom. Ein Syndrom beschreibt eine Reihe von Beschwerden – diese können auch als „funktionelle somatische Syndrome“ bezeichnet werden. Beispiele hierfür sind das Reizdarmsyndrom (gastrointestinale Beschwerden), einige anhaltende Erschöpfungszustände, chronische Schmerzsyndrome wie die Fibromyalgie und funktionelle neurologische Störungen. Einzelne Beschwerden können auch mit einem „diagnostischen Etikett“ versehen werden, z. B. „funktionelle Brustschmerzen“, „funktionelle Verstopfung“ oder „funktionelle Krampfanfälle“.
Somatisch bedeutet „den Körper betreffend, körperlich“. Damit werden die funktionellen somatischen Störungen von den psychiatrischen Erkrankungen abgegrenzt. In der Vergangenheit wurden in einigen Klassifikationssystemen funktionelle Störungen häufig als psychische Krankheiten betrachtet, da letztere häufig Teile der oben genannten Kriterien erfüllen können und bestimmte psychische Erkrankungen (z. B. Depressionen, Ängste) regelmäßig funktionelle Störungen begleiten.

## Terminologie/Bezeichnung und diagnostische Kriterien
Die Terminologie für funktionelle Störungen ist seit langem verwirrend und umstritten. Es werden viele verschiedene Begriffe zur Beschreibung der funktionellen Störungen verwendet. Manchmal werden funktionelle Störungen gleichgesetzt oder mit Diagnosen wie „somatoformen Störungen“, „medizinisch unerklärlichen Beschwerden“, „psychogenen Beschwerden“ oder „Konversionsstörungen“ verwechselt. Hervorzuheben ist, dass einige dieser Begriffe heute nicht mehr zutreffen und als stigmatisierend betrachtet werden.
Derzeit enthält die 11. Version des Internationalen Klassifikationssystems der Krankheiten (englisch International Classification of Diseases, kurz ICD-11) spezifische diagnostische Kriterien für bestimmte Störungen, die von vielen Fachpersonen als funktionelle somatische Störungen betrachtet werden (z. B. Reizdarmsyndrom, chronische Schmerzen in verschiedenen Körperregionen bzw. Fibromyalgie, dissoziative neurologische Erkrankungen; WHO, 2022).
Eine Praxis ist es, diagnostische Klassifizierungssysteme für medizinische und psychische Störungen zu trennen. In der 5. Ausgabe des Diagnostischen und Statistischen Manuals psychischer Störungen (sog. Diagnostic and Statistical Manual of Mental Disorders, DSM-5) wurde der Begriff „somatoforme Störung“ (DSM-IV) durch „somatische Belastungsstörung“ ersetzt, d. h. eine Störung, die durch anhaltende körperliche Beschwerden und damit verbundene psychische Probleme gekennzeichnet ist. Und zwar in einem Ausmaß, dass sie die Bewältigung des Alltags beeinträchtigt und Leiden verursacht. Die „Bodily Distress Disorder“ ist ein verwandter Begriff in der ICD-11. Die Diagnosen der DSM-5 somatischen Belastungsstörung und der neueren ICD-11 Bodily Distress Disorder/Somatische Belastungsstörung werden häufig dann vergeben, wenn eine Person mit (einer) funktionellen Störung(en) von psychotherapeutischen Behandlungen profitieren würde. Es ist zu beachten, dass Menschen mit Körperbeschwerden, die durch organische/somatische Erkrankungen wie z. B. Krebs erklärt werden, zusätzlich auch die Kriterien für die Diagnosen von funktionellen Störungen und somatischen Belastungsstörungen erfüllen können.

## Erklärungsmuster
Funktionelle Syndrome können häufig keinem gängigen Erklärungsmuster zugeordnet werden. Oft lassen sich für die subjektiven Beschwerden des Patienten keine objektiv nachweisbaren Ursachen finden, wie z. B. entzündliche Veränderungen des Magens als objektiv nachweisbare Ursache von Verdauungsstörungen. Aufgrund fehlender ätiologischer Korrelation als „funktionell“ klassifizierte Syndrome weisen u. U. auf die selten ausdrücklich thematisierte, aber doch verbreitete Schwierigkeit eines operationalisierten medizinischen Vorgehens hin. Operationalisierbar sind auch psychometrische Verfahren sowie psychopathologische Befunde. Letztere werden nach Karl Jaspers mittels phänomenologischer Methodik erhoben. Diese Verfahren sollen die subjektiven Angaben und Klagen besser klassifizierbar und damit nachvollziehbar machen. Aber gerade dann, wenn sich hieraus kein sinnfälliges Ergebnis ableiten lässt, ergeben sich die eingangs genannten Schwierigkeiten diagnostischer und therapeutischer Art. Operationalisierte Vorgehensweisen entsprechen in der Regel einem gängigen nosologischen Ordnungsschema.

Psychophysische Korrelation oder Regelkreis auf der animalischen Stufe

Ein Erklärungsmuster für das gleichzeitige Vorliegen ganz unterschiedlicher (polysymptomatischer) oder einzelner sehr bestimmter (monosymptomatischer) Krankheitszeichen ist die psychophysische Korrelation. Körperliche Schädigungen können subjektive Beschwerden auslösen (Erklärungsmuster der Pathologie). Umgekehrt können auch Störungen des subjektiven psychischen Befindens (sogenannte mentale Zustände) körperliche Läsionen bewirken, siehe nebenstehende Abbildung. Diese Fragen sind u. a. Gegenstand der Psychosomatischen Medizin. Es wird daher von „psychosomatischen Beschwerden“ (Abwärtseffekt) und von „somatopsychischen Beschwerden“ (Aufwärtseffekt) gesprochen. In der Philosophie werden diese Fragen als Leib-Seele-Problem benannt. – Wenn Wirkungen auf eine naturwissenschaftlich-physikalische Ursache zurückzuführen sind, wird von einem Ursache-Wirkungs-Zusammenhang gesprochen (Kausalitätsprinzip). Diagnostische und therapeutische Probleme entstehen aber häufig dann, wenn z. B. aufgrund einer betont naturwissenschaftlichen Einstellung von einer nur „einlinigen Kausalität“ ausgegangen wird, nämlich im Sinne einer ausschließlichen Ursache-Wirkungs-Beziehung des „Aufwärtseffekts“ bei ›allen‹ Krankheitssymptomen (Maschinenparadigma). Dazu ist mit Karl Jaspers zu sagen:

„Die einlinige Kausalität ist zwar eine unumgängliche Kategorie unseres kausalen Begreifens, aber das Leben ist damit nicht erschöpfbar.“

Beispiele funktioneller Störungen:
Magen- und Darmstörungen, Herzstörungen, vasomotorische Störungen, Sekretionsstörungen, Hörstörungen, Stimmstörungen, Menstruationsstörungen (Ausbleiben oder vorzeitiges Eintreten der Regelblutung), aber auch neurologische Befunde wie Kopfschmerzen, Lähmungen, Ausfall der Sensibilität, Tics, Zittern, Störungen des vestibulären Systems (Schwindel, Hörsturz, Tinnitus) usw. sind nur ein Teil sehr vielfältiger funktioneller Beschwerdebilder. Sie sind im Umfang ihres Auftretens nicht näher eingrenzbar. Letztlich sind sie u. U. auf „nicht-somatische“, so z. B. auf erlebnisbedingte Einflüsse zurückführbar. Das funktionelle Beschwerdebild nach erfolgreicher Aufklärung ist sozusagen „plausibel“, aber nicht immer naturwissenschaftlich „erklärbar“. Hinsichtlich der systematischen Aufzählung funktioneller Manifestationen in verschiedenen Organsystemen muss auf die entsprechend gegliederten Lehrbücher der Organ- oder Zellularpathologie verwiesen werden. Das ärztliche Versorgungssystem ist hauptsächlich nach Organspezialitäten gegliedert wie z. B. HNO, Augenheilkunde, Gynäkologie, Kardiologie usw. Ein hinsichtlich der Organlokalisation häufiges funktionelles Syndrom ist das sog. kardiovaskuläre Syndrom. Eine andere Gruppe der Ursachenverknüpfung stellen genetisch bedingte Krankheitsursachen dar, die ihrerseits zwar nicht als „organisch“ bedingte, aber doch als „somatisch“ bzw. im Erbgut angelegte Krankheitskonstitutionen aufzufassen sind. Viele Autoren wie der hier zitierte Thure von Uexküll unterscheiden daher zwischen erworbenen Krankheitsdispositionen und ererbten Krankheitskonstitutionen. Beide Gruppen von Ursachen, erworbene und angeborene Krankheitsursachen, sind zwar begrifflich zu trennen, in der Praxis aber häufig miteinander verbunden und nicht einfach voneinander zu unterscheiden.
Die Unterscheidung zwischen somatischem und psychischem System – wie in Abb. „Korrelation“ dargestellt – besagt ausdrücklich nicht, dass das psychische System als immateriell – z. B. als immaterielle Seele – zu denken wäre. Mit „psychischem System“ sind durchaus organische Hirnstrukturen gemeint, die aber im Unterschied zu anderen Abschnitten des Zentralnervensystems Bewusstseinsqualitäten, sog. Qualia, vermitteln. Diese Qualia sind als subjektive Zustände und Erlebnisinhalte aufzufassen, wie sie die verschiedenen Sinnesmodalitäten als bewusste sinnliche Eindrücke liefern – z. B. optischer oder akustischer Art – oder wie sie das Subjektbewusstsein z. B. als Bewusstsein der eigenen Identität oder des eigenen Körpers (Körperschema) vermittelt. Solche Qualia können zwar naturwissenschaftlich beschrieben werden, sind aber damit nicht hinreichend erklärt, da mit diesem Versuch einer objektiven Beschreibung dem subjektiven Charakter von Erlebnisweisen nicht Rechnung getragen wird. Qualia erscheinen zwar einfühlbar, aber grundsätzlich nicht in vollem Umfang objektivierbar. – Das Problem der „Verortung“ bzw. der Lokalisation und Abgrenzung dieses psychischen Bewusstseinssystems ist Gegenstand von Fragestellungen nach dem psychophysischen Niveau. Mit „somatischem System“ ist das vegetativ, immunologisch oder endokrin usw. gesteuerte System gemeint. Man kann es auch als unbewusstes System bezeichnen, weil diese organischen Reaktionen so ablaufen, dass sie automatisch auch ohne unsere Willenstätigkeit und ohne bewusste Entscheidung gesteuert werden können.
Kurzschlüssigen ärztlichen Konsequenzen stellen oft die Veranlassung zu einer Überweisung in eine Klinik dar – im äußersten Falle etwa zur chirurgischen Intervention – oder zur Überweisung in eine psychiatrische Klinik. Diese Verfahrensweisen erwecken oft zu Unrecht die Überzeugung beim Patienten, in der Tat an einer entsprechenden Krankheit zu leiden. Man hat das oft etwas vorschnelle Verfahren benannt als Delegation der ärztlichen Verantwortung ohne ausreichende positive Abklärung alternativer weiterer Krankheitsursachen. Der Anspruch umfassender diagnostischer Abklärung wird allerdings in der Praxis aus vielen unterschiedlichen Gründen nicht immer erfüllt.
Gelegentlich wird z. B. von „vegetativer Dystonie“ gesprochen, ohne dass konkrete Befunde einer nervösen Schädigung oder Fehlsteuerung vorliegen. Mit einer solchen oft als Verlegenheitsdiagnose benutzten Etikettierung wird ggf. ohne ausreichende körperliche Abklärung seitens des Arztes eine psychische Ursache indirekt unterstellt. Dem nicht ausreichend aufgeklärten Patienten erscheint dann die Ursache meist als ein vorwiegend körperliches Problem mit entsprechenden Therapieplänen – eventuell rein technischer Art – und weniger als ein Problem, dessen er sich selbst im eigenen Interesse bewusst werden sollte und – an dem er folglich selbst weiter arbeiten muss. Umgekehrt können psychische Probleme mit Hilfe dieser Bezeichnung ohne nähere Abklärung konkreter psychischer Ursachen verharmlost werden und dem Patienten irrtümlich als Probleme körperlicher Art erscheinen. In beiden Fällen wäre jedoch von einer „chiffrierten Diagnose“ auszugehen, um die vorhandenen Beschwerden mit einer therapeutisch wenig aufschlussreichen Krankheitsbezeichnung aus dem Niemandsland zwischen körperlichen und seelischen Störungen zu verbrämen.

## Heuristische Problematik
Die heuristische Forderung an den Arzt oder Psychologen, in schwierigen Fällen zu einer möglichst wenig präjudizierenden vorläufigen Diagnose zu gelangen, ist zwar leicht verständlich, jedoch im konkreten Fall nicht immer einfach zu befolgen. Eine Problematik besteht bereits aus grundsätzlichen Erwägungen, da auch die scheinbar nicht wertende Feststellung eines „funktionellen Syndroms“ bereits unbewiesene Voraussetzungen enthält. Diese lassen sich wie folgt näher erläutern.
- Die Physiologie stellt im üblichen Sinne die Lehre von den Funktionen oder Leistungen der Organe dar. Die Hypothese, dass es medizinische Syndrome gibt, die eine Funktionsstörung „ohne organische Ursache“ aufweisen, setzt im Grunde die Physiologie zumindest teilweise außer Kraft. Es fragt sich also, ob Krankheitserscheinungen ohne objektivierbare physiologische Grundlagen überhaupt theoretisch denkbar sind. Eine solche Annahme würde u. U. den naturwissenschaftlichen Leib-Seele-Bezug in Frage stellen, wie er in Abschnitt Erklärungsmuster beschrieben wurde.
- Mit der Diagnose „funktionelles Syndrom“ ist hintergründig häufig eine psychische Störung gemeint, ähnlich wie dies bereits in Abschnitt Erklärungsmuster im Hinblick auf die Diagnose vegetative Dystonie kritisiert wurde. Die Hypothese, dass bei nicht zu erhebenden organischen Befunden eine psychische Erkrankung vorliegt, ist jedoch – wie bereits ausgeführt – unhaltbar. Eine psychische Erkrankung sollte positiv nach den dafür festgelegten Kriterien diagnostiziert werden. Dem stehen jedoch Hemmnisse entgegen, die zumindest recht weitgehend das Gesundheitssystem Deutschlands betreffen und auf die noch weiter unten einzugehen ist, siehe Abschnitte Medizinischer Standard und Soziale Interaktion. Es handelt sich in Deutschland vor allem auch um medizinhistorische Fakten, vgl. Abschnitt Geschichte.[21]

Die Forderung nach einer Psychophysiologie ist nicht neu, wurde aber nur in Ansätzen verwirklicht und ist z. T. ideologisch umkämpft. Es besteht prinzipiell kein Grund, am naturwissenschaftlichen Bezug funktioneller Beschwerden zu zweifeln, auch dann, wenn es im Einzelfall erhebliche Diskrepanzen zwischen Zuordnung von subjektiven Beschwerden und (erkennbaren oder nicht erkennbaren) objektiven körperlichen Befunden gibt. Auch das Prinzip der psychophysischen Korrelation spricht nicht gegen eine physiologische Sichtweise und ist keineswegs mit Spiritualismus gleichzusetzen.
Hier stellt sich auch die Frage, wann die Suche nach körperlichen Befunden beendet werden darf oder sogar im Sinne der Belastung des Patienten durch eingreifende körperliche Untersuchungen beendet werden muss. Solche Eingriffe haben bisweilen sogar nicht nur diagnostisch einfachen Charakter, sondern werden bis hin zu operativen Maßnahmen bzw. bis hin zu Schritten der Organentfernung gesteigert, vgl. Abschnitt Die psychosomatisch Kranken. Die Forderung einer Relativierung von Indikationsstellungen zu körperlichen Untersuchungen wird auch durch die Feststellung gestützt, dass fortdauernde körperliche Untersuchungsverfahren den Patienten psychologisch auf die Tatsache eines bei ihm vorliegenden organischen Befundes „fixieren“. Diese Bedenken gelten umgekehrt auch bei der ärztlich ggf. zu lange fortgesetzten Vermutung des Vorliegens einer psychischen Erkrankung. Das Fehlen von Organbefunden ist als negative Tatsache auch nicht automatisch als positive Tatsache funktioneller Störungen umdeutbar. Es stellt sich somit die Frage und Forderung nach alternativen nosologischen Konzepten.

## Spezielle ätiologische Modelle alternativer Konzepte

### Soziologisches Konzept
Das soziologische Krankheitskonzept war eines der ersten, das bereits von der physiologischen Literatur des 18. Jahrhunderts favorisiert wurde, siehe Abschnitt Psychiker und Somatiker. Später war das Paradebeispiel für diese Theorien die Bezeichnung Neurasthenie. Heute hat die Bezeichnung der funktionellen Störungen vielfach ähnliche Bedeutungen ersetzt. Dies lässt erkennen, dass innerhalb der modernen naturwissenschaftlichen Medizin ein Orientierungswechsel stattgefunden hat. Dieser zeichnet „in gewisser Weise den Wandel des Schwerpunktes klinischer Arbeit von kurzfristig therapierbaren zu chronischen und oft schleichend verlaufenden, degenerativen Erkrankungen“ nach. Dabei ist mit diesem Wandel insbesondere auch an die Mängel einer rein psychopathologischen Methodik zu denken. Diese Methode steht insofern mit dem naturwissenschaftlichen Konzept in Einklang, als der erkrankte Patient hierbei zu einem Objekt bzw. zu einem sog. ›Fall‹ wird, „der eine mehr oder weniger ‚typische‘ Anhäufung charakteristischer Symptomkonstellationen aufweist“. Hierin zeigt sich eine gewisse Ähnlichkeit mit der Behandlung z. B. von Infektionskrankheiten, bei denen die Krankheitsursache im betreffenden Individuum lokalisierbar sein muss. Dieses naturwissenschaftliche Modell unterscheidet sich deutlich vom sozialpsychiatrischen Krankheitsmodellen, die dem Stil gesellschaftlicher Interaktionen auch und gerade im Arzt-Patient-Verhältnis eine erhebliche Bedeutung bei der Entstehung von psychischen Erkrankungen zumessen, siehe Abschnitt Soziale Interaktion.

### Triadisches System der Psychiatrie
Als alternatives Konzept und Ausweg im Dilemma der Diagnosefindung und Therapie funktioneller Syndrome kann die sogenannten „multikonditionale Betrachtungsweise“ angesehen werden, wie sie von Gerd Huber gefordert wurde. Er vertrat das Konzept des „triadischen Systems der klinischen Psychiatrie“. Was den strengen Dualismus des Leib-Seele-Problems betrifft, ist dies zumindest als Fortschritt anzusehen.

### Deskriptive Konzepte
Es ist auch bekannt, dass das aktuelle Inventar des ICD-10 von nosologischen Modellen abgerückt ist zugunsten deskriptiver Konzepte, was ohne Zweifel die deskriptive Seite der Verständigung erleichtert und vereinheitlicht. Es erhebt sich jedoch die Frage, ob dies auch dann in der ärztlichen Praxis von Nutzen ist, wenn eine nosologische Zuordnung im Sinne allgemein vertretbarer therapeutischer Konsequenzen bei aller begrüßenswerten Vielfalt der Beschreibung gefunden werden muss. Beschreibung kann zwar die nosologische Systematik erleichtern, sie jedoch nicht ersetzen. Deskriptive Konzepte werden hauptsächlich von der psychopathologischen Methodik verwandt.

### Homoiostase
Einen gewissen Ausweg aus einem oft ergebnislosen Hin-und-Her zwischen körperlichen und seelischen Erklärungsmustern stellt das Modell der persönlichen Integration dar. Krankheitssymptome werden als „Ausgleichsbestrebungen“ angesehen, d. h. als „aktive Leistungen der Gesamtpersönlichkeit des Kranken“. Damit soll der nach dem physiologischen Erklärungsmuster notwendige Kausalbezug zwischen strukturellen und funktionellen Faktoren gelockert werden, in dem das Symptom aus der Sicht der traditionellen (naturwissenschaftlichen) Physiologie allzu ausschließlich zu verstehen ist. Heilung von Krankheit wäre demnach ein aktiver Versuch des Organismus zur Kompensation schädlicher Faktoren. Krankheitssymptome wären nicht nur rein kausale Folgen schädigender Faktoren, sondern eben Ausdruck dieses Kompensationsprozesses (funktioneller Gesichtspunkt), so z. B. Fieber als Ausdruck eines Abwehrprozesses ggü. Krankheitserregern und nicht nur einfach als Ausdruck von Krankheit (rein kausale Folge), die jedenfalls mit fiebersenkenden Mitteln zu bekämpfen ist. Bei dieser Kompensation unterschiedlicher Auslösefaktoren, die eine Störung des stabilen Gesundheitszustands bewirken können, handelt es sich damit um einen Selbstheilungsprozess. Kompensation und damit das Beibehalten eines Fließgleichgewichts bzw. einer Homoiostase ist darüber hinaus das eigene konsequente Herstellen eines stabilen Zustands der Gesundheit bzw. Befindens im Sinne individuell bestimmter Strategien. Zu den Auslösefaktoren krankhafter Veränderungen sind z. B. auch psychosoziale und kulturelle Faktoren zu zählen und nicht nur unmittelbar physiologisch objektiv messbare Einflüsse.

### Komorbidität
Im Zusammenhang der kompensatorischen Leistung des Gesamtorganismus ist auch auf die Häufigkeit der erst in jüngster Zeit verstärkt diskutierten Komorbidität und multipler körperlicher Beschwerden bei funktionellen Störungen hinzuweisen. Verschiedene gleichzeitig auf einen Organismus wirkende Störungen vermögen dessen Kompensationsleistung früher zu erschöpfen. Es stellt sich dabei insbesondere die Frage, ob phänomenologisch definierte Ähnlichkeit von Beschwerden bereits eine Zusammenfassung von diagnostischen Gruppen in diagnostischen Glossaren (ICD, DSM) rechtfertigt.

### Kybernetische Konzepte
Ein weiterer Ausweg aus dem Dilemma fehlender Erklärungsmuster ist die Zuhilfenahme nachrichtentechnischer Modelle zum Verständnis funktioneller Störungen. Es handelt sich dabei um einen Versuch der kybernetischen Verdeutlichung von Krankheitssymptomen. Das Fehlen organischer Befunde in der Medizin wäre so vergleichbar mit Störungen der Nachrichtenübermittlung aufgrund von regeltechnischen Problemen. Ein technisch intaktes Gerät der Nachrichtenübermittlung kann aufgrund von Mängeln der Programmierung dennoch funktionsuntüchtig sein. Dann liegt der Fehler nicht in einem Fehler der Hardware, sondern in einem Versagen der Software. Die ungestörte Hardware wäre in diesem Falle mit dem Fehlen körperlicher Organbefunde zu vergleichen. Die in der Technik durch fehlerhafte Programme ausgelösten Betriebsstörungen sind in der Sprache der Psychologie mit gestörten oder schlecht ausgebildeten Motivationen zu vergleichen. Dieser Vergleich kann dadurch noch weiter verdeutlicht werden, dass man Programme als Zeitgestalten bezeichnet, die den Ablauf von Prozessen zeitlich vorausschauend planen. Unsere Sinne, mit denen wir „objektive“ Informationen aus der Umwelt aufnehmen, sind aber überwiegend auf das Wahrnehmen von Raumgestalten ausgelegt. Dies erklärt auch die ungenügende Eignung physiologischer Modelle gerade bei subjektiven bzw. psychisch bedingten Auslösefaktoren von Krankheiten. Bereits Gustav von Bergmann (1878–1955) bezeichnete solche Krankheiten als ›Betriebsstörungen‹. Auch Immanuel Kant (1724–1804) wies darauf hin, dass die „Zeit kein empirischer Begriff (ist), der von einer Erfahrung abgezogen“ werden kann. – „Die Zeit ist nichts anderes, als die Form des inneren Sinnes …“ – „Der Raum … (ist) die reine Form aller äußeren Anschauung …“.

### Teleologische Konzepte
Der Gesichtspunkt der Zweckmäßigkeit oder Teleologie, der als wissenschaftliche Betrachtungsweise in den Naturwissenschaften als relativ ungeeignet angesehen wird, erweist sich jedoch zum Verständnis der funktionellen Syndrome als hilfreich und unentbehrlich.
Sigmund Freud vertrat mit dem Prinzip der Ökonomik ein teleologisches Konzept, siehe Metapsychologie. Teleologische Konzepte werden auch von der Individualpsychologie sowie von der Analytischen Psychologie beachtet.
Rainer Tölle stellt die Beziehung zwischen funktionell und organisch erscheinenden Störungen in den Zusammenhang von Tendenz- oder Zweckmäßigkeitsreaktionen und bezieht sich dabei auf Arbeiten von Ernst Kretschmer. Er betont, dass Symptome Ausdrucks- und Symbolcharakter besitzen können, wie sie z. B. bei der Hysterie, aber auch bei anderen psychischen Auffälligkeiten, zu beobachten sind. Solche bisweilen als pathologisch eingeschätzte Reaktionen würden häufig auf einen sogenannten Krankheitsgewinn abzielen. Biologisch stellt Tölle Beziehungen her zum Totstellreflex (psychogene Lähmungen, Dämmerzustände, funktionelle Anästhesie etc.) einerseits und zum motorischen Erregungszustand (maniforme Symptome, funktionelle Anfälle, funktioneller Tremor etc.) andererseits. Phylogenetisch seien solche Symptome z. T. als frühe primitive Bewegungsabläufe interpretierbar, die bei entsprechendem Anlass aktualisiert und als „zweckmäßig“ eingesetzt werden. Auch wenn sie zunächst mehr oder weniger willkürlich in Gefahren- und Konfliktsituationen angewendet werden, würden sie schließlich doch durch Konditionierung vom Willen unabhängig und dadurch ein organisches Erscheinungsbild gewinnen.
Diese durch Ausdrucks- und Symbolcharakter bestimmten Erkrankungen, die eher den kommunikativen Bedürfnissen des Subjekts mit seiner sozialen Umwelt Rechnung tragen, hat Thure von Uexküll als Gruppe der Ausdruckskrankheiten angesehen. Bei diesen werden subjektiv bereits vorhandene einheitliche Handlungsmotive durch körperliche Ausdrucksphänomene insgesamt symbolhaft verständlich dargestellt. Der Körper als ganzer vertritt diesen Ausdrucksgehalt in einer bildhaft nonverbalen Weise. Diese Handlungsmotive zerfallen jedoch infolge der konflikthaften Spannung zu „Handlungsfragmenten“. Bei den Bereitstellungskrankheiten dagegen liegen eigene Motive des Handelns noch nicht vor. Eigene Abstimmung bestimmter und ggf. unterschiedlicher bzw. gegensätzlicher Handlungsmotive ist noch nicht erfolgt. Dieses noch weniger ausgereifte und noch weniger integrierte und persönlich bewusste Stadium der Motivbildung (unreifere Störung) unterscheidet sie von den Ausdruckskrankheiten, bei denen ein bereits klarer vorhandenes Motiv nur durch äußere gesellschaftliche Einflüsse an seiner Umsetzung gehindert wird (reiferes Stadium der Persönlichkeitsentwicklung). Bei diesen Ausdruckskrankheiten symbolisiert der Körper nach außen erkennbar die gestörte soziale Integration gegenüber der für diese Störung „verantwortlichen Außenwelt“. Bei den Bereitstellungskrankheiten dagegen besteht keine einheitliche nach außen erkennbare Handlungsmotivation, es gibt nur Fragmente von Bereitstellungen verschiedener Organe, deren integrierendes Zusammenwirken nicht mehr gewährleistet erscheint. Diese Organmanifestationen werden neuerdings allerdings auch als „Organsprache“ bezeichnet. Diese weist auf mangelnde intrapsychische Integration infolge ungenügender Motivbildung hin. Ihr Ausdrucksgehalt ist jedoch schwerer zu interpretieren. Hier nimmt der Körper weniger eine Ausdrucksrolle als ganzer innerhalb der sozialen ein, vielmehr sind es die einzelnen Organe, die untereinander den Konflikt der einander entgegengesetzten Stimmungen repräsentieren und austragen (Organneurose). Nicht eine soziale Situation wird durch einfach zu deutende körperliche Ausdrucksmittel innerhalb des sozialen Kontexts symbolisiert, sondern der Körper selbst stellt den Schauplatz dar im Rahmen einer konflikthaften inneren Auseinandersetzung.

### Konzept der Resomatisierung
Das 1955 von Max Schur entwickelte Konzept der Resomatisierung hat sich im Zusammenhang mit dem von Freud 1898 entwickelten, aber weitgehend vergessenen Konzept der Aktualneurosen zur Erklärung der Entstehung körperlicher Symptome in der Psychosomatik als nützlich erwiesen, weil dies vom Konversionsmechanismus wegen unterschiedlicher Aussichten auf Therapieerfolg abgegrenzt werden muss.

## Behandlungsfehler
Meist wird das Übersehen eines organischen Befundes noch immer als „ärztlicher Kunstfehler“ angesehen. Kunstfehler ist jedoch ein heute in der Praxis nicht mehr verwendeter Begriff. Anstelle dessen wird von Behandlungsfehler gesprochen. Das ungleich häufigere Übersehen eines „psychischen Befundes“ wird in der Rechtspraxis viel seltener als Behandlungsfehler gewertet als das Übersehen eines „körperlichen Befundes“. Aber auch bei psychischen Erkrankungen sind nicht weniger ernste und z. T. lebensgefährliche Folgen zu berücksichtigen. Psychische Fakten sind häufig gerichtlich nicht einfach zu beweisen. Der in der Rechtspraxis entscheidende Vermittlungsbegriff des „medizinischen Standards“ repräsentiert „den jeweiligen Stand der naturwissenschaftlichen Erkenntnisse und der ärztlichen Erfahrungen, der zur Erreichung des ärztlichen Behandlungsziels erforderlich ist und sich in der Erprobung bewährt hat“. Der „Stand der naturwissenschaftlichen Erkenntnisse“ ist jedoch für psychische Störungen und funktionelle Syndrome nicht immer hinreichend. – Im Schrifttum wird das Fehlen offizieller Statistiken über Arzthaftungsprozesse beklagt.

## Medizinischer Standard
Die Diagnose funktioneller Störungen ist zeitintensiv und daher in der Praxis durch organisatorische Bestimmungen erschwert. Da sie mit Hilfe technischer Geräte aus den bereits in Abschnitt Heuristische Problematik erwähnten Gründen meist nicht gestellt werden kann, ergibt sich somit ein weiteres grundsätzliches Problem, das auch den Bereich ärztlicher Erfahrung und Ausbildung betrifft. Eine Person kann mit nur einem einzigen funktionellen Syndrom diagnostiziert oder auch mit mehreren, sich überschneidenden funktionellen Syndromen oder Symptomen. So ist es beispielsweise nicht ungewöhnlich, dass ein Reizdarmsyndrom (IBS) und chronische Schmerzen in verschiedenen Körperregionen (z. B. Fibromyalgie) diagnostiziert werden. Alle funktionellen Störungen haben gemeinsame Risikofaktoren und Faktoren, die zur Aufrechterhaltung und zum Weiterbestehen der Erkrankung beitragen. Die Ansätze zur Behandlung funktioneller Störungen unterscheiden sich zwischen den medizinischen Fachrichtungen. Zunehmend erkennen Forschende und Behandelnde die Beziehungen zwischen diesen Syndromen an.

## Soziale Interaktion

Kreislauf der Überweisungspraxis und Chronifizierung, Somatisierung bei fehlender Objektivierbarkeit von Befunden, Drehtüreffekt

Wenn fehlende organische Befunde zur Intensivierung der diagnostischen Anstrengungen führen, erfolgt gelegentlich eine Überweisung vom Hausarzt zum Facharzt. Wenn auch dies nicht weiterhilft, so stellt sich eine Einweisung ins Krankenhaus oft als unausweichlich heraus. Der Patient mit funktionellen Beschwerden wird allerdings meist auch vom Krankenhaus ohne effektive Besserung seiner Beschwerden und ohne greifbares Resultat eines objektivierbaren körperlichen Befundes entlassen. Infolgedessen kommt es zu einem Drehtür-Effekt mit der Konsultation weiterer Fachärzte und der Anwendung anderer, meist noch einschneidenderer Untersuchungs- oder Behandlungsverfahren, was wiederum iatrogene – d. h. durch Untersuchungen und eventuell vorschnelle Therapieentscheidungen verursachte – Schäden bedingen kann. Mit Drehtür-Effekt sind hier die vergeblichen und immer wieder neu angestrengten Bemühungen der Suche nach einem objektivierbaren organischen oder seelischen Befund gemeint. Auch die vergebliche Suche nach einem seelischen Befund oder die vergeblichen Versuche einer Besserung vermeintlicher seelischer Störungen durch immer neue Einweisungen in psychiatrische Krankenhäuser ohne Änderung des diagnostischen Gesichtspunkts führen zu erheblichen Schäden durch fortgesetzte Anwendung unverhältnismäßiger Mittel, z. B. die chronische Anwendung von Psychopharmaka. Solche vergeblichen Versuche sind ebenfalls hinlänglich unter der Bezeichnung „Drehtürpsychiatrie“ bekannt. Die Bezeichnung zielt vor allem auf das auf diese Weise verstärkte Problem der Chronifizierung psychiatrischer Leiden, dessen sich u. a. die Sozialpsychiatrie angenommen hat. Der Kreislauf der Überweisungspraxis ist auch durch die oft ungenügende Kenntnis der Vorgeschichte sowie die mangelnde Kenntnis geeigneter psychosozialer Parameter gekennzeichnet, da sich das Interesse häufig auf spezielle immer neue apparative Untersuchungsverfahren (etwa nach dem Prinzip der Suche nach einem körperlichen Befund) oder routinemäßiger psychischer Behandlungen (z. B. Entgiftung) aber nicht auf einen Paradigmenwechsel bei der Suche nach der nosologischen Zuordnung konzentriert, vgl. Abschnitt Medizinischer Standard.
Wegen der Nutzlosigkeit geschilderter Maßnahmen eines sich wiederholenden Teufelskreises (Circulus vitiosus) der Überweisungspraxis und wegen dadurch entstehender hoher Kosten hat man Überlegungen angestellt, warum es immer wieder zu ähnlichen Szenarien kommt. Dabei erschien der Gesichtspunkt der sozialen Interaktion wichtig. Er beschreibt den Stil von Übertragung und Gegenübertragung. Damit ist gemeint, dass Patienten häufig negative Erfahrungen zu früheren Bezugspersonen in die ärztliche Behandlung übertragen. Auf diese Weise und begünstigt durch die Erfolglosigkeit der im Einzelfall praktizierten ärztlichen Befunderhebungsstrategien ruft die Übertragung seitens des Patienten eine weitere negative Gegenübertragung seitens des Arztes hervor. Dieser entschließt sich infolgedessen zu der bereits in Abschnitt Erklärungsmuster erwähnten „Delegation der ärztlichen Verantwortung“ im Wege der Überweisung zu immer neuen Spezialisten oder immer weiterer Krankenhauseinweisungen. Der Arzt erwartet seinerseits vom Patienten ein Verhaltensschema, das seinen diagnostischen Grundannahmen entspricht. So lässt sich dieser Gesamtzusammenhang innerhalb des Gesundheitssystems – medizinsoziologisch gesehen – als Reaktion auf das vom Arzt empfundene „abweichende Verhalten“ des Patienten verstehen. „Abweichendes Verhalten“ des Patienten wird trotz bester Absichten nach außen hin durch genannte Überweisungspraxis unbedacht und unabsichtlich „sanktioniert“. Dies ist durch eine Analyse der wechselseitigen Übertragung zwischen Arzt und Patient zu vermeiden.
Patienten schließen sich nicht nur infolge eines Konformitätsdrucks gegenüber dem Arzt gewissen ärztlichen Strategien an, auch umgekehrt kommt es zur Anpassung ärztlichen Verhaltens an die unausgesprochenen Erwartungen von Patienten. Auch dies kann zu negativen Konsequenzen führen, so z. B. zu chronischem Medikamentenmissbrauch oder zu falscher Organbehandlung entsprechend dem Erwartungsdruck seitens des Patienten an den Arzt „zu handeln“. Diese Erwartungshaltung kann Ausdruck einer Verdrängung des eigenen seelischen oder sozialen Leids bedeuten.
Medizinsoziologisch gesehen ist die Forderung nach einer möglichst wenig präjudizierenden Haltung des Untersuchers auch als Forderung nach einer offenen Anamneseerhebung ohne sozialen Erwartungsdruck bzw. ohne den Druck einer Übernahme von eigenen Annahmen des Untersuchers zu verstehen. Eine solche Erwartung würde gerade die selbstbewusste eigene Beschäftigung des Patienten mit seiner funktionellen Störung verhindern. Es kommt auf einen offenen Dialog, Zurückhaltung vor „beratender Haltung“ im Sinne der therapeutischen Abstinenz und Steigerung der Sensibilität des Untersuchers an, wie sie etwa in Balint-Gruppen geübt wird. Diese Qualitäten des ärztlichen Gesprächs sind natürlich bedroht, wenn die Praxis ärztlicher Befunderhebung z. B. unter Zeit- und Leistungsdruck – und unter vorwiegend operationalisierenden Gesichtspunkten ausgeübt wird.

## Häufigkeit
Viele epidemiologische Untersuchungen sind zu recht unterschiedlichen Ergebnissen gekommen, was die Häufigkeit funktioneller Syndrome überhaupt betrifft. Diese Ergebnisse schwanken zwischen ca. 30–80 % eines allgemeinen bzw. multidisziplinären Krankenbestands, d. h. also aller beobachteten Erkrankungen überhaupt. Trotz unterschiedlicher Ergebnisse besteht kein Zweifel, dass die Häufigkeit funktioneller Syndrome sehr erheblich ist. Die geschätzte Prävalenz variiert stark je nach den vorherrschenden Beschwerden oder dem zugrunde liegenden Syndrom. In der klinischen Praxis sind funktionelle Störungen weit verbreitet und treten bei etwa einem Drittel der ärztlichen Konsultationen sowohl in der Facharztpraxis als auch in der Primärversorgung auf. Manche Autoren sind der Auffassung, dass die Häufigkeit funktioneller Erkrankungen zugenommen habe. Die Prävalenzschätzungen unterscheiden sich in Patientenuntersuchungen in der Primärversorgung im Vergleich zur Allgemeinbevölkerung und variieren je nach den für die Diagnose verwendeten Kriterien. So wird beispielsweise angenommen, dass das Reizdarmsyndrom mit einer Punktprävalenz von 4,1 % und Fibromyalgie mit einer Lebenszeitprävalenz von 0,2-11,4 % in der Weltbevölkerung auftreten. Maria Blohmke betont, dass in den Industrienationen der Gesundheitszustand trotz immenser medizinisch-wissenschaftlicher Erfolge vielfach nicht besser, sondern z. T. sogar schlechter geworden ist. Dies äußere sich vor allem in einer Zunahme der Herz-Kreislauferkrankungen und der funktionellen Störungen. Der Krankenstand habe seit der Jahrhundertwende bis 1966 von 1,5 % auf 6 % zugenommen. Dies wird mit dem raschen soziokulturellen Wandel der industriellen Revolution in Zusammenhang gebracht.
Die vermutlich überaus große Häufigkeit funktioneller Syndrome fordert nicht nur dringend weitere wissenschaftliche Beschäftigung mit dem Thema heraus, sondern lässt nicht zuletzt auch die gesundheitspolitische Debatte hinsichtlich der Folgen ungenügend erkannter und daher auch ungenügend behandelter Fälle für das Gesundheitssystem angezeigt erscheinen. – Ursache für unterschiedliche Ergebnisse der Studien waren offensichtlich die Auswahlkriterien der untersuchten Patienten. Es wurden daher standardisierte Auswahlkategorien erarbeitet. Dabei wurde unterschieden zwischen
1. einer „reinen“ Gruppe funktioneller Syndrome, d. h. „ohne“ jede Art von Organstörungen,
2. gemischten Fällen mit nur teilweise funktionellen und teilweise organisch begründeten Beschwerden, d. h. „mit“ entsprechenden Organbefunden sowie
3. einer Gruppe „rein organisch“ begründeter Beschwerdebilder.

Es ist daher bei Vergleichen der Häufigkeit von funktionellen und organischen Beschwerdebildern eine Unterscheidung zwischen „rein funktionellen“ Gruppen auf der einen Seite und „rein organischen“ Erkrankungen auf der anderen Seite erforderlich, andererseits auch zwischen „rein organischen“ Erkrankungen „ohne“ funktionell internalisierte Beschwerden und „gemischten organischen“ Erkrankungen „mit“ funktionell internalisierten Beschwerden, vgl. dazu Abschnitt Differentialdiagnose und Abschnitt Die Kriegszitterer. Die Organerkrankungen mit funktionellen Anteilen stellen die therapeutisch schwerwiegendsten Fälle bereits deshalb dar, weil die objektive Zuordnung von Organbefunden und subjektiven Beschwerden ärztlicherseits nicht immer mit strenger Beweiskraft gesichert werden kann und andererseits, weil die Zuordnung von Organbefunden zu emotionalen Tatsachen seitens des Patienten auch mit großen subjektiven Unsicherheiten belastet sein kann (Verdrängung, Aggravation oder Simulation). Dies zu entschlüsseln, ist offenbar die entscheidende Aufgabe bei der Lösung der Rätsel funktioneller Syndrome. Die Einteilung in epidemiologisch unterschiedliche Gruppen ist nicht nur statistisch, sondern auch pathogenetisch und prognostisch bedeutsam, siehe Abschnitt Pathogenese und Abschnitt Prognose. Ein organisch vorgeschädigter Organismus verfügt nicht über dasselbe Abwehrpotential gegenüber Krankheiten wie ein gesunder. Hier scheint sich auch die in Abschnitt Nosologie geäußerte These zu bestätigen, wonach ein Patient, der ein organisches Leiden erwirbt, sein funktionelles Syndrom verliert (Theorie der zweiphasigen Verdrängung), siehe Symptomwandel. Unter diesem Gesichtspunkt ist auch die epidemiologische Bedeutung von Genese und körperlichen Komplikationen funktioneller Erkrankungen auf die statistische Zunahme körperlicher Erkrankungen im Alter zu berücksichtigen.
Eine differentialdiagnostische Abgrenzung ist darüber hinaus schwierig, da viele deskriptiv seit langem bekannte Krankheitsbilder funktionelle Beschwerden enthalten, siehe Abschnitt Differentialdiagnose. Auch dies erschwert statistische Vergleiche.
Eine kürzlich durchgeführte große Studie in der dänischen Bevölkerung ergab Folgendes: Insgesamt berichteten 16,3 % der Erwachsenen über Körperbeschwerden, die nach Selbstauskunft die Kriterien für mindestens ein funktionelles somatisches Syndrom und 16,1 % für die körperliche Belastungsstörung erfüllten. Die Autoren Hoffmann und Hochapfel weisen darauf hin, dass aufgrund einer Befragung aller Patienten einer allgemeinen Ambulanz nach funktionellen Beschwerden 93,6 % mindestens ein funktionelles Symptom angaben. Demgegenüber gaben nur 68 % einer Kontrollgruppe von Gesunden mindestens ein solches Symptom an. Dies unterstreicht einerseits die Häufigkeit der Beschwerden, aber auch die gegenüber der Normalbevölkerung gesteigerte Bedeutung funktioneller Beschwerden und Häufung bei Personen, die sich aus objektiv nicht näher bestimmten Gründen subjektiv als krank betrachten (kommunikativer Aspekt, symbolhafte und sinnbildliche Ausdrucksgebung durch eine bisweilen auch körperliche Symptomensprache). Es kann sogar angenommen werden, dass auch bei der Komorbidität ein solcher Zusammenhang bzw. eine Häufung subjektiver Symptome besteht, womit die unspezifischen subjektiven Ausdrucksmöglichkeiten weiter vergrößert werden, vgl. Abschnitt Spezielle ätiologische Modelle alternativer Konzepte.

## Pathogenese

Illustration wahrscheinlicher pathogenetischer Wechselbeziehungen ohne Beteiligung organischer Integrationsstufen (Modell nach Thure von Uexküll)
Funktionskreis mit Einbindung des „Subjekts“ in die psychophysiologischen Abläufe. Die Abbildungen „Wechselbeziehungen“ bis „Situationskreis“ sind durch dieses gemeinsame Element als „verbunden“ zu denken.

Die Abbildung „Wechselbeziehungen“ zeigt eine Illustration wahrscheinlicher pathogenetischer Beziehungen bei funktionellen Erkrankungen, die auf eine Arbeit von Thure von Uexküll zurückgeht. Entscheidend ist hierbei die Annahme, dass Funktionsstörungen und subjektive Wahrnehmungsmuster sich gegenseitig verstärken. Zu diesen subjektiven Wahrnehmungsmustern zählen hauptsächlich individuelle Arten der Erlebnisverarbeitung wie u. a. bestimmte Angstreaktionen. Funktionsstörungen sind durch eine Vielzahl möglicher Auslösefaktoren bestimmt, die jedoch nicht nur unter das Paradigma der psychischen oder körperlichen Noxen fallen.

Situationskreis mit dem Ort des Subjekts innerhalb der psychophysischen Korrelation in Abwandlung und Ergänzung von Abb. „Korrelation“ in Abschnitt Erklärungsmuster. Aus dieser Abbildung geht die Beteiligung organischer Integrationsstufen hervor (Somatisches System als Handlungsträger). Zur Verdeutlichung verschiedener möglicher Schädigungsvarianten ist die Stelle des Subjekts als „Schnittstelle“ mit anderen Schädigungsmodellen anzunehmen, vgl. Kombinationen mit Abb. oben.

Dass zunächst ein pathogenetischer Mechanismus anzunehmen ist, der ohne merkliche körperliche Beeinträchtigungen abläuft, stimmt überein mit der Tatsache, dass man funktionelle Syndrome anfänglich als eine „nur vorübergehende“ Störung ansah. Es ist auch davon auszugehen, dass bei funktionellen Syndromen zunächst keine organischen Störungen auftreten. Später treten diese jedoch – insbesondere bei sich chronifizierenden Verläufen – immer häufiger auf, vgl. Abb. „Drehtüreffekt“ im Abschnitt Soziale Interaktion und Abschnitt Prognose. Solche chronifizierte Verläufe wurden auch als sog. „Bereitstellungskrankheiten“ aufgefasst. Diese sind motivationspsychologisch dadurch charakterisiert, dass keine passenden Motive zur Verfügung stehen, um eine bestimmte leidbringende Situation zu verändern. Die Situation, in der Menschen mit „funktionellen Syndromen“ leben, wurde motivationspsychologisch außerdem als Situation gekennzeichnet, in der zwei entgegengesetzte Motivationen miteinander in Kollision geraten. Um eine Chronifizierung funktioneller Syndrome zu vermeiden, ist es daher dringend angezeigt, diese meist unbewusste Konfliktsituation möglichst früh bewusst zu machen und durch geeignete Lösungsstrategien zu entschärfen, siehe Abschnitt Soziale Interaktion.
Wie bereits im Abschnitt Spezielle ätiologische Modelle alternativer Konzepte betont, ist eine multifaktorielle nosologische Betrachtung bei funktionellen Erkrankungen wichtig. Der subjektive Faktor spielt hier offensichtlich die entscheidende Rolle. Die Berücksichtigung dieses Faktors wird nicht nur als pathogenetisches Bindeglied und als Schlüssel zum Verständnis für den Patienten mit funktionellen Syndromen angesehen, sondern auch allgemein als Maßstab für den Untersucher gefordert. Es ist daher wichtig, verschiedene pathogenetische Modelle zu beschreiben, die funktionelle Syndrome auslösen können. Bei diesen scheint es angezeigt, das „Subjekt“ als die Schnittstelle von funktionellen zu körperlichen Syndromen aufzufassen, siehe Abbildungen „Wechselbeziehungen“ bis „Situationskreis“. Es ist daher anstelle von einer „objektiven Anatomie“ auch von einer „subjektiven Anatomie“ gesprochen worden.
Von dem Internisten Ludolf von Krehl (1861–1937) stammt das Wort: „Nicht Krankheiten, sondern kranke Menschen sind zu behandeln“. Dieser Grundsatz hat ein bedeutendes Gewicht nicht nur in der forensischen Psychiatrie.
Der Psychiater Frantz Fanon (1925–1961) war ein entschiedener Befürworter des Prinzips Subjektivität. Gerade dieses Prinzip ist auch im gesundheitspolitischen Diskurs anzuwenden, der sich mit dem Patienten befasst, siehe auch Abschnitt Häufigkeit. Werden diese Grundsätze in der Öffentlichkeit nicht beachtet, so kommt es geschichtlich zu immer neu auftretenden Problemstellungen, auf die im Abschnitt Geschichte näher einzugehen ist.
Die Abbildung „Situationskreis“ verdeutlicht diese revolutionäre Perspektiveumkehr des Subjekts. Während Subjekt in der Umgangssprache eine abwertende Bedeutung besitzt, hat Thure von Uexküll den Zusammenhang von Subjekt und Objekt im Motivationszusammenhang wie folgt beschrieben:

„Das ›Entgegengeworfene‹ heißt auf lateinisch ›ob-jectum‹. Gleichzeitig unterwirft mich das Motiv den Spielregeln, die für den Umgang mit diesem Etwas gelten. Jeder Verstoß gegen die Spielregeln würde zu einem Verfehlen des Objekts und zu einem Scheitern der Handlung führen. Als Handelnder bin ich also den Spielregeln eines Motivs unterworfen, und ›Unterworfensein‹ heißt auf lateinisch ›sub-jectum‹.“

## Synonyme
Häufig verwendete Synonyme für funktionelle Syndrome sind abgesehen von der schon erwähnten „Vegetativen Dystonie“ insbesondere: Vasolabilität, neurozirkulatorische Dystonie, Sympathikotonie, Vagotonie, psychogenes Syndrom, Neurasthenie, Organneurose, vegetativ-endokrines Syndrom (vgl. das auf konstitutionellen Faktoren beruhende, 1944 von Curtius definierte „vegetativ-endokrine Syndrom der Frau“) und psychovegetative Störung. Die bereits genannten kritischen Vorbehalte treffen auf alle diese Bezeichnungen zu (siehe unter Erklärungsmuster und Heuristische Problematik). Auch Krankheitsbezeichnungen mit der Beifügung „essentiell“ (wie z. B. in Essentielle Hypertonie) verweisen auf einen fehlenden Organbefund. Ähnlich zu verstehen ist der Zusatz „endogen“ zu bestimmten Krankheitsbezeichnungen (etwa in Endogenes Ekzem oder Endogene Psychose). In der Psychiatrie ist auch die Bezeichnung Funktionelle Psychose geläufig. Sie beschreibt in etwa dasselbe wie Endogene Psychose, d. h. eine Psychose, die nicht durch eine erkennbare Organkrankheit zu bestimmen ist. Allerdings soll an diese Möglichkeit der organischen Verursachung doch gedacht werden. Die Bezeichnung legt aber keine Wertung nahe, ob diese Psychose nun als angeboren oder erworben anzusehen ist, siehe auch die psychiatriegeschichtliche Problematik der Bezeichnung endogene Psychose. Weitere Bezeichnungen für bestimmte Gruppen von körperlich nicht begründbaren Krankheiten sind Atopie und die konstitutionellen Erkrankungen. Nach einem Vorschlag von Thure von Uexküll und Karl Köhle sollte die Bezeichnung „essentiell“ nur bei solchen Fällen von funktionellen Syndromen gebraucht werden, bei denen definitiv keine Organveränderungen gefunden werden konnten (reine bzw. essentielle Fälle), die Bezeichnung „symptomatisch“ sollte dagegen die mit Organbefunden gemischten Fälle umfassen, vgl. Abschnitt Häufigkeit.

## Symptomatik
Die Symptomatik funktioneller Syndrome reicht von relativ genau lokalisierbaren somatoformen Störungen bis hin zu diffusen und vagen Gefühlen des Bedrücktseins. Eine klare Abgrenzbarkeit zwischen körperlichen und seelischen Beschwerden ist daher kaum möglich. Diese fehlende Abgrenzbarkeit wird besonders deutlich bei Beschwerden wie Schwindelgefühl, allgemeine Unsicherheit und Zittern, Herzklopfen, Herzsensationen, Neigung zum Schwitzen, Müdigkeit, Schlafstörungen, Globusgefühlen, unscharf begrenzten Parästhesien und Stimmungslabilität. Selbst wenn man versucht, diese Symptome als vegetativ zu qualifizieren, so ist doch bei funktionellen Syndromen der meist rasche Wechsel der Symptome (Symptomwandel) für vegetative Störungen eher uncharakteristisch.
Die bisweilen vom Patienten intensiv geklagten Organbeschwerden führen häufig zu den falschen organbezogenen Schlussfolgerungen, siehe die Stichworte „einlinige Kausalität“ oder „monokausale Betrachtungsweise“ in Abschnitt Erklärungsmuster, „Mängel psychogener Modellvorstellungen“ in Abschnitt Spezielle ätiologische Modelle alternativer Konzepte, und „Erwartungsdruck“ in Abschnitt Soziale Interaktion.
Als charakteristisch für das Vorliegen eines funktionellen Syndroms kann neben der Neigung zum Symptomwandel die relativ große Anzahl geklagter Beschwerden angesehen werden. Eine organische Genese ist in diesem Falle eher unwahrscheinlich. Auch die lange Dauer der Beschwerden ohne konkrete Angabe eines Beginns dieser Beschwerden ist als pathognomonisch anzusehen.
Unter den zehn am häufigsten geklagten „psychogenen Beschwerden“ finden sich nach einer statistischen Untersuchung in der Stadtbevölkerung (Zufallsstichprobe) auch fünf funktionelle Störungen wie die folgenden: Allgemeine innere Unruhe, Ermüdung und Erschöpfung, Kopfschmerzen, Konzentrations- und Leistungsstörungen sowie Schlafstörungen.
Häufig kommt es vor, dass Verwandte und Bekannte an ähnlichen Beschwerden gelitten haben, mit denen sich der Patient identifiziert hat. Die Erhebung der Vorgeschichte kann sich recht schwierig gestalten, da der Patient einschneidende Ereignisse seines Lebens bagatellisiert. Disponierende Momente in Form früher pathogener zwischenmenschlicher Beziehungen sind im Schrifttum gut belegt. Als „paradox“ kann man es auch ansehen, dass gewisse sonst eher stabilisierende Faktoren der Familienstruktur sich hier gerade unheilvoll auswirken. Dabei erscheint eine rigide und kohäsive Charakterstruktur sowie eine Überangepasstheit bezeichnend.

## Diagnose
Die Diagnose der funktionellen Störung wird meist von einer medizinischen Fachperson gestellt - das kann ein Hausarzt, ein Krankenhausarzt, ein Facharzt für psychosomatische Medizin oder ein Psychiater sein. Der Hausarzt spielt in der Regel eine wichtige Rolle bei der Koordinierung der Behandlung mit einem weiteren Facharzt, falls erforderlich.
Die Diagnose wird „klinisch“ gestellt, d. h. der Arzt führt ein gründliches Arztgespräch (Anamnese) und eine körperliche Untersuchung durch. Die Diagnose beruht auf den Beschwerden und ist eine „rule in“-Diagnose, im Gegensatz zu einer „rule out“-Diagnose, - das heißt, sie basiert auf dem Vorhandensein von Beschwerden, die einem charakteristischen Muster folgen. Hierzu ist die medizinische Expertise gefragt, wobei die Bewertung mehrere Arztbesuche erfordern kann. Es gibt keine einheitlichen und klar abgrenzbaren Labor- oder Bildgebungsuntersuchungen, die zur Diagnose der funktionellen Störung verwendet werden können. Wie bei anderen Erkrankungen werden häufig zusätzliche diagnostische Tests (wie Bluttests oder Bildgebungsverfahren) durchgeführt, um eine andere Erkrankung auszuschließen. Es gibt jedoch Diagnosekriterien, anhand derer ein Arzt beurteilen kann, ob ein Patient mit hoher Wahrscheinlichkeit an einer funktionellen Störung leidet. Diese Diagnosekriterien beruhen auf dem Vorhandensein oder Fehlen charakteristischer klinischer Anzeichen und Beschwerden. Auch Fragebögen zur Selbsteinschätzung können hilfreich sein.
Häufig geht die funktionelle Störung mit einer anderen Erkrankung einher, z. B. können funktionelle nichtepileptische Anfälle mit einer diagnostizierbaren Epilepsie einhergehen oder das Reizdarmsyndrom mit einer entzündlichen Darmerkrankung. In diesen Fällen ist eine unterstützende Behandlung zur Beschwerdelinderung erforderlich. Die Diagnostik ist für einen erfolgreichen Behandlungsverlauf wichtig. Wenn eine Diagnose gestellt und eine Behandlung durchgeführt wurde, ist es wichtig, offen und ehrlich miteinander über die unterschiedlichen Themen zu sprechen. Darauf zu achten gilt, nicht in die Falle der „dualistischen Konzepte“ zu tappen – d. h. „entweder psychisch oder körperlich“ zu denken; oder zu versuchen, Beschwerden auf eine vorwiegend „psychosoziale Ursache“ zurückzuführen.

## Diagnostische Terminologie und Differentialdiagnosen
Aus vorstehenden Ausführungen ergeben sich folgende diagnostische Unterscheidungskriterien:
- Dissoziative Störungen (ICD-10 F44.-): Funktionelle Störungen können auch mit dem ICD-10 Kürzel aus dem Bereich der dissoziativen Störungen versehen werden. Eine funktionelle Bewegungsstörung wird beispielsweise unter dem ICD-10 Kürzel F44.4 (Dissoziative Bewegungsstörung) beschrieben. In der neuen, aktuellen Auflage des ICD-11[59] werden funktionelle Bewegungsstörungen als „Dissociative neurological symptom disorder“ beschrieben und sind erstmals Teil des Abschnitts der Neurologie.[60]
- Somatoforme Störung (ICD-10 F45) mit bestimmten Untergruppen: Oft werden für die Diagnose einer funktionellen Störung Kürzel aus der Kategorie der somatormen Störungen verwendet. Beispiele hierfür sind der funktionelle Schwindel (F45.8), Arten des funktionellen Schmerzes (F45.40 oder F45.41), oder funktionelle Darmbeschwerden (F45.32, „Somatoforme autonome Funktionsstörung: Unteres Verdauungssystem“, Teil des Reizdarmsyndroms).
- Somatische Belastungsstörung (Somatic Symptom Disorder, DSM-5): Zusammen mit einer funktionellen Störung kann manchmal zusätzlich eine Somatische Belastungsstörung diagnostiziert werden. Sie ist bei übermäßigen und anhaltenden Gedanken, Gefühlen und Verhaltungsweisen im Bezug auf eine oder mehrere Körperbeschwerden indiziert und führt zu klinisch bedeutsamer Einschränkung und Belastung der Betroffenen im Alltag (z. B. weil viel Zeit und Energie für Gedanken, Gefühle und Verhalten aufgewandt wird). Eine somatische Belastungsstörung beschränkt sich hierbei nicht auf funktionelle Körperbeschwerden - beispielsweise kann auch eine Person mit Krebs (und daraus verursachten Körperbeschwerden) unter einer Somatischen Belastungsstörung leiden.
- Hypochondrische Reaktionen und Entwicklungen (ICD-10 F45.2) sind von funktionellen Störungen klar abzugrenzen. Ähnlich zur somatischen Belastungsstörung (ICD-10 F45.1) sind Betroffene von „unverhältnismäßigen“ oder exzessiven und anhaltenden Gedanken (z. B. viele Gedanken darüber, eine schlimme Krankheit zu haben oder zu bekommen) und Gefühlen (z. B. große Sorge über körperliche Gesundheit) belastet, welche sich auch im Verhalten widerspiegeln (z. B. Schonverhalten). Dies führt zu großer Krankheitsangst, welche viel Zeit und Energie im Leben der Betroffenen einnimmt. Anders als bei den funktionellen Störungen und der somatischen Belastungsstörung liegen hier allerdings keine oder nur geringe Körperbeschwerden vor.
- Querulatorische Charakterentwicklung (ICD-10 F68.8) und querulatorische wahnhafte Störung (ICD-10 F22.0): Funktionelle Störungen müssen mit Hinblick auf die ggf. wenig günstige Prognose ernst genommen werden und dürfen nicht etwa wegen des Fehlens organischer Befunde als charakterbedingt oder als weniger erst zu nehmende Persönlichkeitsvariante angesehen werden. Die „diagnosezentrierte“ Betrachtung eines funktionellen Syndroms kann durch eine „persönlichkeitszentrierte“ Betrachtung ergänzt werden. Beide Betrachtungsweisen schließen sich jedoch nicht aus.[25][61]

## Prognose
Auch die Prognose ist eher als „paradox“ anzusehen – ähnlich wie die in Abschnitt Symptomatik beschriebenen Krankheitsmerkmale, da die anfänglich oft bagatellisierten funktionellen Beschwerden „ohne organische Grundlage“ eine deutliche Verschlimmerungstendenz aufweisen können und sogar eine deutliche Übersterblichkeit mit sich führen. Polysymptomatische Formen funktioneller Beschwerden wirken als unreifere Störungen und haben daher wohl eine weniger gute Prognose als monosymptomatische. Komorbidität und polysymptomatische Manifestation sind als zusätzlich belastender Umstand anzusehen, so als ob das Erleben einzelner Störungen bzw. Symptome sich hinsichtlich seines Krankheitswertes summiert.
In der bereits genannten Veröffentlichung „Von der Emotion zur Läsion“ kommt der psychosomatische Abwärtseffekt bereits im Titel der Arbeit zum Ausdruck. Dieser Abwärtseffekt macht sich schließlich häufig in einer körperlichen Schädigung bemerkbar. Damit wird die Prognose der funktionellen Syndrome zumindest angedeutet. Dies heißt natürlich nicht, dass lediglich „psychisch“ bzw. „emotional“ verursachte Auswirkungen bei funktionellen Erkrankungen in Frage kommen. Erworbene Dispositionen und ererbte Konstitutionen können sich in Form von funktionellen Syndromen kombinieren. Einmal aufgetretene körperliche Störungen können sich immer wieder als „Schwachstelle“ bemerkbar machen. Dann spricht man von „fixierten Leiden“. Dabei spielen auch Lerneffekte – ebenso wie zu lange fortgesetzte körperliche Untersuchungen – eine Rolle.
Ein nosologisch nicht ausreichend erkannter „essentieller Bluthochdruck“ z. B. führt im schlimmsten (unbehandelten) Falle zu den gefürchteten Komplikationen des Hochdrucks, wie Nierenschädigung, Schlaganfall und Herzinfarkt infolge vermehrter Gefäßsklerose. Bei nicht erkannter Ursache dieser Hypertonie ist lediglich eine langfristige symptomatische Behandlung mit Medikamenten unter Hinnahme der damit in gewissem Maß verbundenen medikamentösen Nebenwirkungen möglich. In der Praxis sind alle Übergänge von der leichten, nicht fixierten Hypertonie, d. h. nicht beständig anhaltenden Blutdruckerhöhung (Schweregrad I nach Duncan) bis zur schweren, d. h. fixierten, progressiven, malignen Hypertonie (Schweregrad IV nach Duncan) bekannt.
Werden keine nosologisch zutreffenden Erklärungsmuster erkannt und therapeutisch sinnvoll behandelt, so muss in der Regel mit einer kontinuierlichen Verschlechterung und Chronifizierung der Beschwerden gerechnet werden. Ursprünglich wurden funktionelle Syndrome nur als variable und nicht fixierte Symptome definiert. Heute werden sie auch als Ursache von chronifizierten – vor allem körperlichen – Schäden angesehen.

## Therapie
Wie bereits in Abschnitt Pathogenese ausgeführt, ist es erforderlich, nach in sich gegensätzlichen Handlungsmotiven als Ursache funktioneller Beschwerden zu forschen. Daher beginnt die Therapie mit der Erhebung der Anamnese. Die Technik der Erhebung einer Anamnese muss daher auch von einer „multikonditionalen Betrachtungsweise“ geprägt sein (Stellen von „offenen Fragen“), um nicht eine bestimmte Vorstellung des Untersuchers in den Patienten hinein zu fragen und um ihm die Gelegenheit zu geben, seine eigene subjektive Darstellung von diesen Beschwerden zu entwickeln. Das Konzept der „mehrdimensionalen Psychiatrie“ wird von Gerhard Buchkremer auch als Ansatz für eine mehrdimensionale Therapie verstanden. Dies ist jedoch wie bereits gesagt ein langwieriger Prozess und kann nicht in einem diagnostischen Ausschlussverfahren organischer Befunde bestehen. Die mögliche „Enttäuschung“ eines Patienten, der auf die Feststellung eines organischen Befundes fixiert ist, muss zum Gegenstand einer hauptsächlich „vertrauensbildenden“ therapeutischen Beziehung gemacht werden, in der negative „Übertragungen“, aber auch „Gegenübertragungen“ zum Thema des Gesprächs gemacht werden, siehe Abschnitt Soziale Interaktion.

### Psychotherapie
Die aktuelle S3-Leitinie zur Behandlung funktioneller Syndrome empfiehlt eine stationäre oder ambulante Psychotherapie. Insbesondere bei psychosozialen Belastungsfaktoren, psychischer Komorbidität, dysfunktionalen Krankheitsannahmen, starker funktioneller Beeinträchtigung oder anhaltend schwierigen Behandler-Patient-Beziehungen wird eine störungsorientierte Psychotherapie empfohlen. Wissenschaftlich gut fundiert sind Verhaltenstherapie, psychodynamische Psychotherapie und Hypnotherapie.

## Nosologie
Der aus der Pathologie stammende Begriff der Nosologie ist in der Psychiatrie nur bedingt anwendbar. Ohne Zweifel haben auch körperlich begründbare Krankheitseinheiten in der Psychiatrie ihren Platz. Wenn es aber um das Ganze, die Einheit der Krankheitserscheinungen geht, so kann nur das „Leben selbst“ Maßstab für eine systematische Einteilung der Krankheiten sein. Die alltägliche Praxis des Lebens zeigt, dass funktionellen Erkrankungen eine sehr ernst zu nehmende Bedeutung in der gesamten Medizin zukommt und diese Geltung nicht nur in der Psychiatrie zu fordern ist. Dazu wird auf die Ausführungen in Abschnitt Erklärungsmuster verwiesen.
Die im ICD-10 enthaltene „Somatoforme autonome Funktionsstörung“ (F45.3) stellt eine diagnostische Kategorie dar, die in vergleichbarer Form im DSM-IV nicht aufgeführt ist. Die Autoren Hoffmann und Hochapfel, die sich eingehend mit der Nomenklatur des ICD-10 auseinandergesetzt haben, sind der Auffassung, dass funktionelle Störungen sich am ehesten mit der unter ICD-10 F45.3 kategorisierten somatoformen autonomen Funktionsstörung decken. Diese Autoren haben sogar ein eigenes Modell aufgestellt, wonach die mit dieser Kategorie im ICD genannten vegetativen Störungen als eine Art von Zwischenstation anzusehen sind auf dem Weg der Symptombildung vom bewussten oder häufiger noch unbewussten affektiven Spannungszustand zu den vielfältigen Dysfunktionen funktioneller Syndrome. Allerdings ist kritisch anzumerken, dass es sich dabei um ein physiologisches Modell und nicht um ein psychologisches Erklärungsschema handelt. Mit solchen physiologischen Modellen kann die individuelle Verarbeitung von Affekten auf „tieferen“ körperlichen (vegetativen) Integrationsstufen abgebildet und erläutert werden, nicht jedoch die Art der Wahrnehmung der Außenwelt bzw. der Wirklichkeiten 2. Ordnung (Ausdruckscharakter). Nach dem Konzept der „zweiphasischen Verdrängung“ von Alexander Mitscherlich ist die psychische Verarbeitung primär und geht einer körperlichen Symptomatik voraus. Konflikte, die nur relativ unvollständig verdrängt werden, führen zu neurotischen Störungen unterschiedlicher Art, die aber auch mit funktionellen Syndromen einhergehen. Erst wenn die Verdrängung weitergeht, treten körperliche Dauersymptome an die Stelle neurotischer seelischer Abwehr und funktioneller Beschwerden.
Thure von Uexküll hält diesen Gedanken für wichtig, da er eine Brücke zwischen verschiedenartigen Krankheitsgruppen zu schlagen vermag, indem er sie unter den gemeinsamen Gesichtspunkt der Verdrängung stellt. Er besagt, dass mit zunehmender Vollständigkeit der Verdrängung konfliktträchtiger Motive auf der einen Seite die Angst abnimmt, während auf der anderen Seite die Schwere körperlicher Erscheinungen zunimmt. Diese Vorstellungen basieren auf einem Konzept von Sigmund Freud. Dieser sprach von Konversion und meinte damit einen Mechanismus der hysterischen Konfliktbewältigung. Hierbei werde die Erregung einer unverträglichen Vorstellung ins Körperliche umgesetzt. Damit schwinde die Angst, die mit der Gefahr des Einbruchs affektgeladener Motive in das Bewusstsein entstehe.
Eine etwas andere Auffassung vertrat Max Schur mit seinem Konzept der De- und Resomatisierung. Damit legte er den Schwerpunkt auf die normale Entwicklung des Kindes. Diese bestehe darin, dass eine Fixierung an bestimmte Organsysteme mit der psychischen Ausreifung der Persönlichkeit mehr und in den Hintergrund trete (Desomatisierung). In Krisensituationen werde diese Entwicklung jedoch rückläufig (Regression), so dass es zu erneuter affektiver Körperreaktion komme, die Symptomcharakter besitze (Resomatisierung).

## Geschichte

### Antike
Hippokrates von Kos (ca. 460–370 v. Chr.) sah die Seele als Teil des menschlichen Körpers an und verortete die Gefühle im Gehirn. Deshalb kann man ihn als ersten Vertreter einer „neurologisierenden Psychiatrie“ bzw. einer Psychophysiologie betrachten, siehe auch die Frage einer seelischen Lokalisation. Schon die antiken Ärzte des ersten christlichen Jahrhunderts wie Aretaeus (um 80–135) oder Galenus (um 129–216) deuteten den Zusammenhang zwischen seelischen Alterationen und einem Organleiden wie z. B. einer Lungenentzündung als einen consensus (dt. = Übereinstimmung, Zustimmung) bzw. als Sympathie. Dieser letztere Begriff wurde auch von der romantischen Medizin des 18. und frühen 19. Jahrhunderts verwendet, siehe auch Abschnitt Psychiker und Somatiker. Die Auffassungen der Psychiker erinnern auch in anderer Hinsicht an die Lehren antiker Autoren. Regeln für den Umgang mit psychisch Kranken wurden erstmals durch den römischen enzyklopädischen Autor Aulus Cornelius Celsus im 1. Jahrhundert nach Christus formuliert. Hierin spiegelt sich auch die spätere von den Psychikern aufgegriffene Dialektik der Auseinandersetzungen um die Anwendung von Zwang bei der Behandlung psychisch Kranker. Celsus beschreibt in De re medica die Behandlung der Manie und der Melancholie. Er schildert auch verschiedene Möglichkeiten der psychischen Beeinflussung, so z. B. in negativer Hinsicht die heilsame Lüge, den heilsamen Schmerz und den heilsamen Schrecken, in positiver Hinsicht die heilsame Ablenkung und das heilsame Gespräch sowie das einfühlende Eingehen auf die Patienten. Bereits in dieser Aufzählung sind spätere gegensätzliche Positionen der Psychiatriegeschichte enthalten. Bereits Galenos (um 129–216) erfasste den funktionellen Aspekt von Erkrankungen, indem er von Functio laesa als Symptom der Entzündung sprach. Galen ist im Übrigen eher ein Vertreter der sich immer weiter spezialisierenden anatomischen und pathoanatomischen Kenntnisse.

### Mittelalter
Im Mittelalter war der Einfluss der Kirchenlehre auf den Umgang mit den heute als medizinische Krankheit angesehenen mentalen Zuständen vorherrschend. Es soll nicht bestritten werden, dass viele Klöster und andere kirchliche Einrichtungen sich der Masse notleidender Menschen im heutigen Sinne therapeutisch annahmen, so z. B. die Alexianer und die Barmherzigen Brüder. Allerdings ist auch auf moralisierende bzw. ausgrenzende kirchliche Tendenzen hinzuweisen. Hier mögen Schlagworte genügen wie Jagd nach Hexen und Hexenmeistern, Besessenen, Buhlteufeln sowie bösen Magiern. Die kirchliche Organisation des Umgangs mit dem Problem seelischer Not und menschlicher Verhaltensauffälligkeiten erfolgte z. T. durch exorzierende Priester und durch Methoden der Inquisition, der Hexenverbrennungen, der Verfolgung durch den Dominikanerorden und durch die Bulle Summis desiderantes affectibus des Papsts Innozenz VIII. vom 5. Dezember 1484. Bereits hier sind auch säkulare Gegenströmungen zu nennen. Durch Ärzte wie Paracelsus (1493–1541) und Johann Weyer (1515–1588) wurde u. a. im ausgehenden MA mit Wort und Tat zumindest ansatzweise den Kranken auch in der Öffentlichkeit Beistand geleistet.

### Neuzeit
Im Zeitalter der Säkularisation war es der Staat, der die vorher u. a. von Klöstern übernommenen Aufgaben der Fürsorge gegenüber dem Heer der Hilfsbedürftigen übernahm, da diese Klöster nun aufgelöst waren. Im Frankreich des 17. Jahrhunderts erfolgten noch entschiedene absolutistische Maßnahmen der Ausgrenzung des sozialen Elends, wie z. B. per Erlass des Königs Ludwig XIV. des „renfermement des pauvres“ im Mai 1657 („Einschließung der Armen“). Die buchstäblich armen Irren wurden in Bettlergefängnissen untergebracht, die den beschönigenden Namen „Hôpital général“ trugen.
In Deutschland hießen solche Einrichtungen „Zuchthaus“, in England „workhouse“. Der z. T. verdeckt moralisierende Charakter dieser Behandlungsverfahren ist hier bereits in der Bezeichnung der Unterbringung auffallend. In der deutschen Bezeichnung dagegen wird dieser moralisierende Charakter deutlicher und offener formuliert als in Frankreich. Man versuchte in Deutschland auch durch Erziehung dem Problem des psychischen Leids näher zu kommen. Ein moralisierender Aspekt bei der öffentlichen Diskussion des Problems psychisch Kranker kommt jedoch noch in der Auseinandersetzung zwischen Psychikern und Somatikern zum Ausdruck.

#### Psychiker und Somatiker

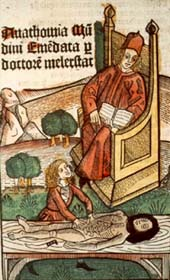
Mundinus (1275–1326) lehrt Anatomie aufgrund der alten Schriften – und aufgrund der assistierten Sektion.
Titelblatt zu Mundinos Anatomie

Bei der Auseinandersetzung zwischen „Psychikern und Somatikern“, wie sie in der ersten Hälfte des 19. Jahrhunderts geführt wurde und z. T. noch bis in die Gegenwart anhält, geht es um die folgenschwere, bis dahin in der öffentlichen Diskussion und Praxis im negativen Sinne geübte, moralisierende und dämonisierende Praxis im Umgang mit den psychisch Leidenden, siehe Abschnitt Mittelalter. Bezeichnenderweise ist in Deutschland mit dem Ausdruck „Psychiker“ aber nicht die psychologisierende, sondern die „moralische Behandlung“ im positiven Sinne gemeint, während in Frankreich mit „moral“ eher die psychische Seite zum Ausdruck kommt, entsprechend der eher subjektiv-mentalen Bewertung, die dieser Ausdruck nicht nur dort seit der Antike angenommen hat. Die Grundsätze der vor allem in Westeuropa eingeführten moralischen Behandlung erinnern auch an die von dem antiken Autor Aulus Cornelius Celsus überlieferten Methoden für den Umgang mit psychisch Kranken. Die vor allem in Westeuropa vertretenen Psychiker hielten die Geisteskrankheiten als Ausdruck der körperlosen Seele. Die Auffassungen von Johann Christian Reil unterschieden sich jedoch hiervon bereits sehr wesentlich, auch wenn er einzelne Gedanken der Psychiker aufgriff. Reil vertrat bereits die Auffassung von der somatischen Natur psychischer Krankheiten. Die moralische Behandlung ist entsprechend den philanthropischen Grundsätzen der Aufklärung gegenüber den radikalen Formen des moralisierenden kirchlichen Machtanspruchs gemildert, wenn auch religiöse Übungen ein fester Bestandteil des Erziehungsprogramms waren. Dieses Programm bestand außerdem aus freundlicher individueller Pflege, Beschäftigungstherapie, Diät, Vergnügungen, Spielen, Musizieren, körperlichen Übungen, Studien, Erholung, Garten- und Landarbeit unter Verzicht auf Ausübung von Zwang. Die von den Psychikern vertretene moralisierende Behandlung steht in gewisser Beziehung zu modernen sozialpsychiatrischen Behandlungskonzepten sowie zu den von Freud vertretenen Vorstellungen. Bereits ab 1900 beginnt in England und anderen Ländern die Förderung gemeindenaher Einrichtungen. Damit wird der Sozialarbeiter zum integralen Bestandteil der Psychiatrie. Dies stellte umso mehr einen Grund dar für die Kontroversen zwischen naturwissenschaftlich eingestellter Medizin (klassische deutsche Psychiatrie) und den neueren Methoden Freuds oder der Sozialpsychiatrie, siehe Abschnitt Soziologisches Konzept.
Die „Somatiker“ forderten entschieden die Priorität ärztlicher Behandlung auf der Grundlage der neuen naturwissenschaftlichen Erkenntnisse. Diese beruhten in erster Linie auf den Fortschritten der Anatomie seit dem Mittelalter. Hier sind u. a. Namen wie Mondino dei Luzzi (1275–1326; Abb.), Leonardo da Vinci (1452–1519), Miguel Serveto (1511–1553) und Andreas Vesalius (1514–1564) zu nennen. Diese anatomischen Kenntnisse wurden nach und nach zu physiologischen Kenntnissen erweitert, d. h. zu Kenntnissen über die Funktionen der Organe. Dabei wurde der Funktion des Nervensystems bereits sehr früh eine entscheidende Rolle eingeräumt. So haben Robert Whytt (1717–1766) und William Cullen (1710–1790) diesen Gedanken nicht nur auf die Psychiatrie („Neurologisierung der Psychiatrie“), sondern beinahe auf die gesamte Medizin übertragen und können daher als frühe Vertreter von Grundgedanken der psychosomatischen Medizin angesehen werden. Dies obwohl der Begriff „Psychosomatik“ aus dem Lager der Psychiker stammt, nämlich von Johann Christian August Heinroth (1773–1843). Die Somatiker stützten sich dabei auf Arbeiten von Georg Ernst Stahl (1659–1734) und Albrecht von Haller (1708–1777).
Als Urheber des „funktionellen Gedankens“ kann man den Kliniker und Chemiker Georg Ernst Stahl ansehen. Er unterschied zwischen „sympathischen“ und „pathetischen“ Geisteskrankheiten, siehe Abschnitt Antike. Erstere sind nach Stahl durch Erkrankung von Organen verursacht, letztere stellen funktionelle Störungen ohne Organerkrankung dar. Übersetzt man „sympathisch“ mit „mitleidend“, so sind die organischen Geisteskrankheiten nur Folge der durch Erkrankung der Organe in „Mitleidenschaft“ gezogenen seelischen Befindlichkeit. Neben Stahl gab es zahlreiche andere Zeitgenossen in Deutschland, die bereits eine psychogene („pathetische“) Verursachung von Geisteskrankheiten vertraten und somit von der nur organischen Sichtweise trennten, so z. B. Christian Gottlieb Ludwig (1709–1773) und Johann Gottfried Langermann (1786–1832). Damals triumphierte in Deutschland der philosophische Idealismus. Nach Wesiack hatte bereits Thomas Sydenham (1621–1689) vor Stahl auf ähnliche psychogene Krankheiten in einem Brief 1681 aufmerksam gemacht, die durch ihren „proteus- und chamäleonartigen“ Charakter andere organische Krankheiten nachahmen. Sie seien außerordentlich häufig und machten über die Hälfte seines nicht fieberhaften Krankenguts aus. Nach Ackerknecht hat Sydenham in seinem Brief an Dr. Cole 1680 die Vielfältigkeit dieser Formen der Hysterie beschrieben. Allerdings ist nicht Sydenham, sondern Thomas Willis (1621–1675) zusammen mit Charles Le Pois 1618 erster Vertreter des Gedankens, dass Hysterie keine Erkrankung der Gebärmutter, sondern des Gehirns sei. In Frankreich hatte bereits J. E. D. Esquirol (1772–1840) auf den funktionellen Aspekt von psychischen Krankheiten aufmerksam gemacht, die im Zusammenhang mit dem prozesshaft fortschreitenden Verlauf von funktionellen zu organischen Störungen festzustellen sind, vgl. auch Abschnitt Pathogenese.
Vertreter des erzieherischen Gedankens der vor allem in Deutschland wirkenden Psychiker waren der bereits oben erwähnte Johann Christian August Heinroth (1773–1843) sowie Justinus Kerner (1786–1862), Karl Wilhelm Ideler (1795–1860), und Carl August von Eschenmayer (1786–1852). Dämonische Vorstellungen der geisterhaften immateriellen Seele gewannen bei ihnen z. T. wieder Oberhand über den rein fürsorgerischen Gedanken hinsichtlich des psychischen Leids. Andererseits ist die Aufklärung gerade in Deutschland und insbesondere die von Immanuel Kant nicht zu vergessen, der die Rolle der Pflicht betonte in Abgrenzung von Unvernunft, Neigung und Leidenschaft und somit eher zur Selbstreflexion als zum Handeln nach der Überzeugung politischer Mündigkeit aufforderte. Diese Haltung verstärkte selbstredend die Isolierung psychisch Leidender. Ob philosophischer Idealismus oder Philosophie der Aufklärung, die Somatiker sahen sich natürlich veranlasst, ihren Standpunkt auch gegenüber philosophischen Theorien zu vertreten. Es versteht sich, dass dies zunächst im Sinne der Abgrenzung gegenüber hergebrachten Auffassungen erfolgte. Der naturwissenschaftliche Gedanke war neu und musste zunächst zu einer Überbetonung und Verabsolutierung von naturwissenschaftlichen Ursachenlehren und induktiver Methodik führen. Solche Verabsolutierungen führten zur Fehlinterpretation psychosozialer und kultureller Faktoren und machten den somatischen Gedanken u. a. anfällig für die Degenerationslehre. Diese kann ihrerseits jedoch bereits wieder als Anpassung an die zeitgenössische Philosophie des Pessimismus betrachtet werden.
Die Somatiker gewannen die Auseinandersetzung in Deutschland und England zwischen der Priorität physischer (körperlich-organischer) und psychischer (seelischer) Gesichtspunkte in gewisser Hinsicht bis auf den heutigen Tag. Ärzte heißen in England „physicians“, auch wenn sie sich um seelische Sachverhalte kümmern. Dies schließt nicht aus, dass ausgrenzende und moralisierende Aspekte im Umgang mit psychisch Kranken noch immer spürbar sind und der Staat noch immer eine entscheidende Rolle im psychiatrischen Gesundheitswesen spielt.

#### Neurose und funktionelle Erkrankung
Ähnlich wie bei der Auseinandersetzung zwischen Psychikern und Somatikern hat auch eine öffentliche Debatte über das Thema Neurose und funktionelle Erkrankungen stattgefunden.

##### Die Kriegszitterer
Im Zusammenhang funktioneller Erkrankungen erscheint eine Bemerkung zu dem von Cullen (1710–1790) geprägten Begriff der Neurose angezeigt, wie er im heutigen Sinne gebraucht wird. Klaus Dörner weist darauf hin, dass der von Cullen eingeführte Begriff der Neurose über hundert Jahre seine Bedeutung behielt als Störung der Nervenfunktion ohne erkennbare grobe und sichtbare strukturelle Schädigung. Dann habe er seine Bezogenheit auf die Nerven verloren. Als Ursache dafür gibt Dörner einerseits an, dass sich die Neurologie verselbständigte und so die psychischen Belange mehr und mehr zur Nebensache wurden. Andererseits sei der Begriff Neurose „psychologisch verinnerlicht“ (internalisiert) worden. Die Trennung sei aber keineswegs durch Sigmund Freud (1856–1939) begünstigt worden. – Freud behielt die psychische und anatomische Topik stets im Auge. – Vielmehr seien es staatliche Interessen gewesen, die der neurologischen Sichtweise des Begriffs Neurose entgegenstanden. Anlass dafür gab das Problem der Kriegszitterer. Viele Soldaten hätten damals auf die zunehmende Technisierung der Kriegführung mit dem Symptom des Zitterns reagiert.
Dieses Symptom habe aber aus Gründen der Stützung der Staatsfinanzen nicht als Krankheit anerkannt werden dürfen. Vielmehr habe es dem Interesse des Staates nicht nur in Deutschland, sondern auch in anderen kriegführenden Ländern gedient, die Ideologie des Wehrwillens zu stärken. Dazu sei es erforderlich gewesen, die von diesem Symptom betroffenen Soldaten als „Rentenjäger“ und damit im wissenschaftlichen Sinne als „Neurotiker“ abzustempeln. Den Betroffenen sei eine psychische Anpassungsstörung attestiert worden, der keine organische Grundlage zugesprochen werden durfte. Dies sei als wissenschaftliche Erkenntnis propagiert worden, was eines der erhellendsten Beispiele darstelle „für die soziologische und politische Verflechtung des Erkenntnisprozesses in der Psychiatrie“.
Auch Thure von Uexküll beschreibt solche Widersprüche im Zusammenhang mit den Kriegszitterern. Wenn man Krankheit als Folge einer anatomischen Veränderung definiert, so bleibt nichts anderes übrig, als im Falle der Kriegszitterer und vieler anderer Erkrankungen zwischen „echten“ und „falschen“ Krankheiten zu unterscheiden. Man habe das im Falle der Kriegszitterer weniger beleidigend getan, indem man von „organischen“ und „funktionellen“ Krankheiten sprach. Aber nur die ersteren, die eine anatomische Veränderung an einem Organ aufwiesen, ließ man als Zustände gelten, die Mitleid und ärztliche Hilfe verdienten. Die anderen, bei denen nur eine Störung der Funktion vorlag, einer körperlichen Leistung also, aber keine anatomische Organveränderung, verdächtigte man der Simulation aus unlauteren Motiven. Uexküll führt dazu weiter aus:

„Es verdient festgehalten zu werden, wie man hier auf Grund einer offensichtlich falschen theoretischen Voraussetzung zu einer falschen Beurteilung kranker Menschen kam, einer Beurteilung, die sich durch ihren moralischen Akzent in der Folge besonders nachteilig auswirken sollte. Denn diese Dinge spielen auch heute noch bei den Widerständen der Allgemeinheit, die Möglichkeit seelischer Ursachen für körperliche Leiden zuzulassen, eine erhebliche Rolle.“

Die Geschichte der funktionellen Syndrome wird von Gesine Küspert mit der Beschreibung der Neurasthenie in Zusammenhang gebracht. Sie schreibt, dass diese Krankheit 1869 von dem amerikanischen Arzt George Miller Beard entdeckt wurde und alle Definitionskriterien funktioneller Syndrome erfülle. Sie stellt fest, dass es Berichte und Spekulationen über Neurasthenie-Fälle während der beiden Weltkriege gab. Die meisten dieser Fälle seien als „Shell Shock Syndrome“ oder „War Neurosis“ klassifiziert worden. Viele Ärzte bezeichneten die mysteriösen Erkrankungen der Soldaten aber auch als „Neurasthenie“. Von 1900 bis 1920, im Zuge der Weiterentwicklung der Psychologie und der Psychoanalyse, sei Neurasthenie als psychische Krankheit umgedeutet worden. Die psychologische Etikettierung habe den Niedergang der Krankheitsbezeichnung Neurasthenie besiegelt.

##### Die Hysterikerinnen
Betraf das Problem der Kriegszitterer vor allem Männer, so handelt es sich bei der Hysterie um ein Phänomen, das seit der Antike hauptsächlich Frauen zugeschrieben wurde. Dies sagt schon der Name Hysterie, der von altgriechisch ὑστέρα (hystera) = Gebärmutter abgeleitet wird.
Sigmund Freud wurde durch seine frühen Schriften zur Hysterie bekannt. Seine psychoanalytische Methode nahm von der Behandlung dieser Patientinnen ihren Ausgang. Bei der Hysterie handelt es sich um die reifere Form der Konfliktverarbeitung als z. B. bei der Hypochondrie.
Diese Gruppe von Patienten ist insofern von besonderem Interesse, weil die beobachteten Störungen oftmals den nur scheinbaren Charakter körperlicher Leiden tragen. Sie gehen einher mit Lähmungen, Sensibilitätsausfällen und Wahrnehmungsstörungen, ja sogar mit Anfällen von Bewusstlosigkeit, mit Krampfauslösung oder mit Wahnvorstellungen, Identitätsverlust usw. Dass bei allen diesen Symptomen ein pathologisch anatomischer Befund fehlt, kennzeichnet jedoch diese Symptomatik. Der ICD-10 spricht daher nur von Bewegungs- und Empfindungsstörungen, nicht von eigentlichen Lähmungen und Sensibilitätsausfällen usw.
Es ist bekannt, dass sich Frauen gegen die mit dem Begriff Hysterie verbundene gesellschaftliche Zuschreibung bzw. Negativbewertung gewehrt haben und dass die Bezeichnung „Hysterie“ inzwischen z. B. vom ICD-10 nicht mehr gebraucht wird. Es sind aber dafür verschiedenste neue Bezeichnungen anstelle des alten als diskriminierend empfundenen Begriffs vorgeschlagen worden, so dass die Frage gestellt werden darf, ob denn so das Problem als gelöst betrachtet werden kann. Kritik an der Hysterie ist ja nicht ein Kampf gegen bestimmte Worte, sondern vor allem auch gegen bestimmte Inhalte. Es kommt daher darauf an, zu verstehen, wogegen sich die Kritik überhaupt wendet. Eine Teilantwort besteht darin, dass Hysterie häufig als eine psychologisch verinnerlichte Krankheit bewertet wurde („Neurose“), wobei es sich offenbar weitgehend um allgemein verbreitete Charaktermerkmale handelte, siehe auch Abschnitt Diagnostische Terminologie und Differentialdiagnosen.
Dieser Fragestellung hat sich auch Thure von Uexküll gewidmet. Auch er vertritt zum Thema Hysterie die in seinem vorstehenden Zitat genannte Auffassung von falscher theoretischer Voraussetzung aufgrund eines vordergründig moralischen Akzents der Beurteilung.
Neuschöpfungen von Begriffen wie Briquet-Syndrom (neuer Name für Hysterie), Histrionische Persönlichkeitsstörung, Dissoziative Störung, Konversionsstörung u.v. a. mehr ändern nichts an den Mängeln eines einseitigen nosologischen Systems und mangelhafter ursächlicher Erklärungen von bestimmten Verhaltensweisen, die bereits ihrerseits Ausdruck eines gesellschaftlichen Missverständnisses zu sein scheinen. Wenn sich Patienten veranlasst fühlen, durch Symptomwandel auf immer neue Art und Weise die Aufmerksamkeit auf ein ungelöstes Problem zu lenken und damit u. a. auch beträchtliches gesellschaftliches Unverständnis zu signalisieren, so wird auf der anderen Seite durch immer nur weitere Neuschöpfungen der medizinischen Terminologie unerklärlicherweise genau das wiederholt, was auch der Patient auf seine Weise tut. Damit wird zum Ausdruck gebracht, dass die „unerhörte Botschaft der Hysterie“ weder dem bekannt ist, von dem sie ausgeht, noch dem, der sie empfängt.

##### Die psychosomatisch Kranken
Psychosomatisch Kranke leiden nicht an Beschwerden, die durch körperliche Veränderungen ausgelöst und verursacht sind, sondern an Beschwerden, die körperliche Veränderungen zur Folge haben. Die Eigenständigkeit dieser Krankheitsgruppe ergab sich daraus, dass z. B. bestimmte Patienten mit einem Magengeschwür nicht dadurch geheilt werden konnten, dass man dieses Geschwür chirurgisch entfernte. Die so chirurgisch behandelten Patienten entwickelten in der Folge neue Magengeschwüre. Selbst dann, wenn man den ganzen Magen entfernte, litten sie weiter unter Beschwerden, die durch den Verlust ebendieses Organs gekennzeichnet waren (iatrogene Schäden), vgl. auch Abb. „Drehtüreffekt“ im Abschnitt Soziale Interaktion. Erst daraus leitete man die Konsequenz ab, dass Magengeschwüre u. U. einer psychotherapeutischen Behandlung bedürfen, da sie als psychosomatisch bedingt anzusehen sind.
In Deutschland und England hatte der Kampf zwischen Psychikern und Somatikern zu einem Vorherrschen des naturwissenschaftlichen Standpunkts geführt, vgl. Abschnitt Psychiker und Somatiker. Hier stand die Psychiatrie der These psychisch ausgelöster körperlicher Krankheiten wesentlich ablehnender gegenüber. Die Betonung der Rolle psychogener Faktoren, wie sie u. a. von Sigmund Freud vertreten wurde, erschien daher wie ein Rückfall in die romantische Medizin. In Nordamerika dagegen, besonders unter dem Einfluss des Arztes Adolf Meyer ging man dazu über, Psychiater auf internen, chirurgischen und anderen Stationen einzusetzen, um in interdisziplinärer Zusammenarbeit mit diesen Fachbereichen die unterschiedlichen Krankheitsfaktoren besser zu unterscheiden.

#### Heutiger Stand
Eine 2006 veröffentlichte Arbeit über funktionelle Syndrome kommt aufgrund wissenschaftlich-medizinischer Veröffentlichungen in den USA im Beobachtungszeitraum von fünf Jahren vor der Publikation zu folgenden Einschätzungen wesentlicher ärztlicher Perspektiven.
1. Biologisch-medizinische Interpretationen
 Hier werden psychische, psychiatrische oder soziale Faktoren als Ursachen ausgeschlossen.
2. Patienten-Prototypen
 Diese Interpretation basiert auf einer überwiegend negativen Einschätzung von Patienten mit funktionellen Syndromen.
3. Holistische Interpretationen
 Der holistische Ansatz, wie er auch von der WHO vertreten wird, erklärt die Ursachen funktioneller Syndrome und ihrer Krankheitsmechanismen als Zusammenspiel biologischer, psychologischer und sozialer Faktoren.
4. Psychiatrische und psychologische Erklärungen
 Hier wird das Erlernen von vielseitigem Krankheitsverhalten, welches sich in psychologischer Anpassung oder auch in Reaktionen auf Missbrauch und Trauma bemerkbar macht, als Ursachen der Krankheiten diskutiert.
5. Sozialkonstruktivistische Perspektiven
 Hierbei werden gesellschaftliche Prozesse für die Entstehung und den Fortbestand der funktionellen Syndrome geltend gemacht.